# Ernesto Miranda
Ernesto Arturo Miranda (9 mars 1941-31 janvier 1976), est un criminel et ouvrier américain dont la condamnation pour enlèvement, viol et vol à main armée, fondée sur ses aveux lors d'un interrogatoire de police, a été annulée dans l'affaire Miranda v. Arizona, qui a fait date, et dans laquelle la Cour suprême des États-Unis a statué que les suspects doivent être informés de leur droit de ne pas s'auto-incriminer et de leur droit de consulter un avocat avant d'être interrogés par la police. Cet avertissement est connu sous le nom de droits Miranda.
Après l'annulation de la première condamnation de Miranda, par la décision de la Cour suprême, l'État d'Arizona l'a rejugé. Lors du second procès, ses aveux ayant été exclus des preuves, il a été condamné.

## Biographie

### Jeunesse
Ernesto Arturo Miranda est né à Mesa, en Arizona, le 9 mars 1941. Il commence à avoir des problèmes lorsqu'il est à l'école primaire. Peu après la mort de sa mère, son père se remarie. Miranda et son père ne s'entendent pas très bien ; il garde également ses distances avec ses frères et sa belle-mère. La première condamnation pénale de Miranda a lieu pendant sa huitième année de scolarité. L'année suivante, il est reconnu coupable de cambriolage et condamné à un an de maison de correction.
En 1956, environ un mois après avoir été libéré de la maison de redressement Arizona State Industrial School for Boys (ASISB), il est de nouveau en infraction avec la loi et renvoyé à l'ASISB. Lors de sa deuxième sortie de la maison de redressement, il s'installe à Los Angeles, en Californie. Quelques mois après son arrivée à Los Angeles, Miranda est arrêté (mais pas condamné) pour vol à main armée et délits sexuels. Après deux ans et demi de détention, Miranda, 18 ans, est extradé vers l'Arizona.
Il dérive dans le sud des États-Unis pendant quelques mois, passant du temps en prison au Texas pour avoir vécu dans la rue sans argent ni endroit où vivre, et est arrêté à Nashville, dans le Tennessee, pour avoir conduit une voiture volée. Miranda est condamné à un an et un jour de prison fédérale parce qu'il a traversé les frontières de l'État avec le véhicule volé. Il purge sa peine à Chillicothe, dans l'Ohio, puis à Lompoc, en Californie.
Pendant les deux années qui suivent, Miranda évite la prison en travaillant dans divers endroits, jusqu'à ce qu'il devienne ouvrier sur le quai de chargement de nuit pour la société de produits frais Phoenix. C'est à cette époque qu'il commence à vivre avec Twila Hoffman, une femme de 29 ans, mère d'un garçon et d'une fille d'un autre homme, dont elle ne peut pas se permettre de divorcer.

### Aveux sans droits
Le 13 mars 1963, le camion de Miranda est repéré et les plaques d'immatriculation reconnues par le frère d'une victime d'enlèvement et de viol, âgée de 18 ans, Lois Ann Jameson. La victime avait donné une description au frère. Avec sa description du véhicule et une partie du numéro de la plaque d'immatriculation, les officiers de police de Phoenix (Arizona), Carroll Cooley et Wilfred Young, interrogent Miranda, qui les a volontairement accompagnés au poste de police. Il participe à une parade d'identification. À l'époque, Miranda est une personne qui coopère volontairement et n'est pas officiellement en détention.
Après la parade d'identification, lorsque Miranda demande comment il s'en sort, la police laisse entendre qu'il a été identifié, et il est arrêté puis conduit dans une salle d'interrogatoire. Après deux heures d'interrogatoire, dont une partie concerne un autre délit pour lequel Miranda a été jugé et condamné séparément, Miranda rédige à la main des aveux pour l'enlèvement et le viol de Jameson. En haut de chaque feuille figure la certification imprimée que « [...] cette déclaration a été faite volontairement et de mon plein gré, sans menaces, coercition ou promesses d'immunité et en pleine connaissance de mes droits légaux, sachant que toute déclaration que je fais peut être et sera utilisée contre moi ». Après s'être soulagé auprès des officiers, Miranda est emmené à la rencontre de la victime battue pour une identification positive de sa voix. Lorsque les officiers lui demandent, en sa présence, s'il s'agit de la victime, il répond : « C'est la fille ». La victime déclare que le son de la voix de Miranda correspond à celui du coupable.
Malgré la déclaration imprimée en haut des feuilles utilisées, par Miranda pour écrire ses aveux, « en pleine connaissance de mes droits légaux », il n'a pas été informé de son droit à la présence d'un avocat ou de son droit de garder le silence lors de son arrestation, ou avant son interrogatoire. Alvin Moore, 73 ans, est désigné pour le représenter à son procès. Le procès a lieu à la mi-juin 1963 devant le juge Yale McFate de la Cour supérieure du comté de Maricopa.
Moore s'oppose à l'enregistrement de la confession de Miranda comme preuve au cours du procès, mais sa demande est rejetée. Principalement à cause des aveux, Miranda est reconnu coupable de viol et d'enlèvement et condamné à une peine de 20 à 30 ans pour les deux chefs d'accusation. Moore fait appel devant la Cour suprême de l'Arizona, mais la condamnation est confirmée.
Se présentant comme indigent, Miranda soumet sa demande d'ordonnance de certiorari, ou demande de révision de son cas, à la Cour suprême des États-Unis, en juin 1965. Alvin Moore n'étant pas en mesure de prendre l'affaire pour des raisons de santé, Robert J. Corcoran, avocat de l'American Civil Liberties Union (ACLU), demande à John J. Flynn, avocat de la défense pénale, de servir bénévolement, avec son partenaire, John P. Frank, et les associés Paul G. Ulrich et Robert A. Jens. Ulrich et Robert A. Jensen du cabinet d'avocats Lewis & Roca à Phoenix pour représenter Miranda. Ils rédigent une pétition de 2 500 mots pour un certiorari qui soutient que les droits de Miranda au regard du cinquième amendement ont été violés et l'envoient à la Cour suprême des États-Unis.

### Miranda v. Arizona
En novembre 1965, la Cour suprême accepte d'entendre l'affaire Miranda, nommée Miranda v. Arizona, ainsi que trois autres affaires similaires afin de dissiper tous les malentendus créés par l'arrêt Escobedo v. Illinois (en). Cette affaire précédente avait statué que :

« Dans les circonstances de cette affaire, où une enquête de police n'est plus une enquête générale sur un crime non résolu, mais a commencé à se concentrer sur un suspect particulier en garde à vue qui s'est vu refuser la possibilité de consulter son avocat et qui n'a pas été averti de son droit constitutionnel de garder le silence, l'accusé s'est vu refuser l'assistance d'un avocat en violation des Sixième et Quatorzième Amendements, et aucune déclaration obtenue par la police pendant l'interrogatoire ne peut être utilisée contre lui lors d'un procès. Les arrêts Crooker v. California, 357 U.S. 433, et Cicenia v. Lagay, 357 U.S. 504, ont été distingués et, dans la mesure où ils peuvent être incompatibles avec le cas présent, ils ne sont pas déterminants. 479-492. »

En janvier 1966, Flynn et Frank présentent leur argumentation selon laquelle le droit de Miranda à un avocat, garanti par le sixième amendement, a été violé par le département de police de Phoenix. Deux semaines plus tard, l’État d'Arizona  répond en déclarant que les droits de Miranda n'ont pas été violés. Le premier jour de l'affaire a lieu le dernier jour de février 1966. En raison des trois autres affaires et d'autres informations, l'affaire a un deuxième jour de plaidoirie le 1er mars 1966.
John Flynn, au nom de Miranda, expose les grandes lignes de l'affaire, puis déclare que Miranda n'a pas été informé de son droit de garder le silence lorsqu'il a été arrêté et interrogé, ajoutant l'argument du cinquième amendement à sa cause. Flynn  soutient qu'un homme émotionnellement perturbé comme Miranda, qui a une éducation limitée, ne devrait pas être censé connaître son droit au cinquième amendement de ne pas s'incriminer.
Gary Nelson parle au nom de la population de l'Arizona, en faisant valoir qu'il ne s'agit pas d'une question liée au cinquième amendement, mais simplement d'une tentative d'étendre la décision Escobedo du sixième amendement. Il exhorte les juges à clarifier leur position, mais à ne pas pousser trop loin les limites d'Escobedo. Il déclare ensuite à la cour que le fait d'obliger la police à informer les suspects de leurs droits entraverait sérieusement la sécurité publique.
Le deuxième jour est consacré aux plaidoiries dans des affaires connexes. Thurgood Marshall, l'ancien avocat de la NAACP, est le dernier à plaider. En sa qualité d'avocat général des États-Unis, il présente le point de vue de l'administration Johnson sur l'affaire : le gouvernement n'a pas les ressources nécessaires pour désigner un avocat pour chaque personne indigente accusée d'un crime.
Le juge en chef Earl Warren le jugement dans l'affaire Miranda contre Arizona. La décision est en faveur de Miranda. Il  déclare que :

« La personne en garde à vue doit, avant l'interrogatoire, être clairement informée qu'elle a le droit de garder le silence et que tout ce qu'elle dit sera utilisé contre elle au tribunal ; elle doit être clairement informée qu'elle a le droit de consulter un avocat et d'être accompagnée par celui-ci pendant l'interrogatoire, et que, si elle est indigente, un avocat sera désigné pour la représenter. »

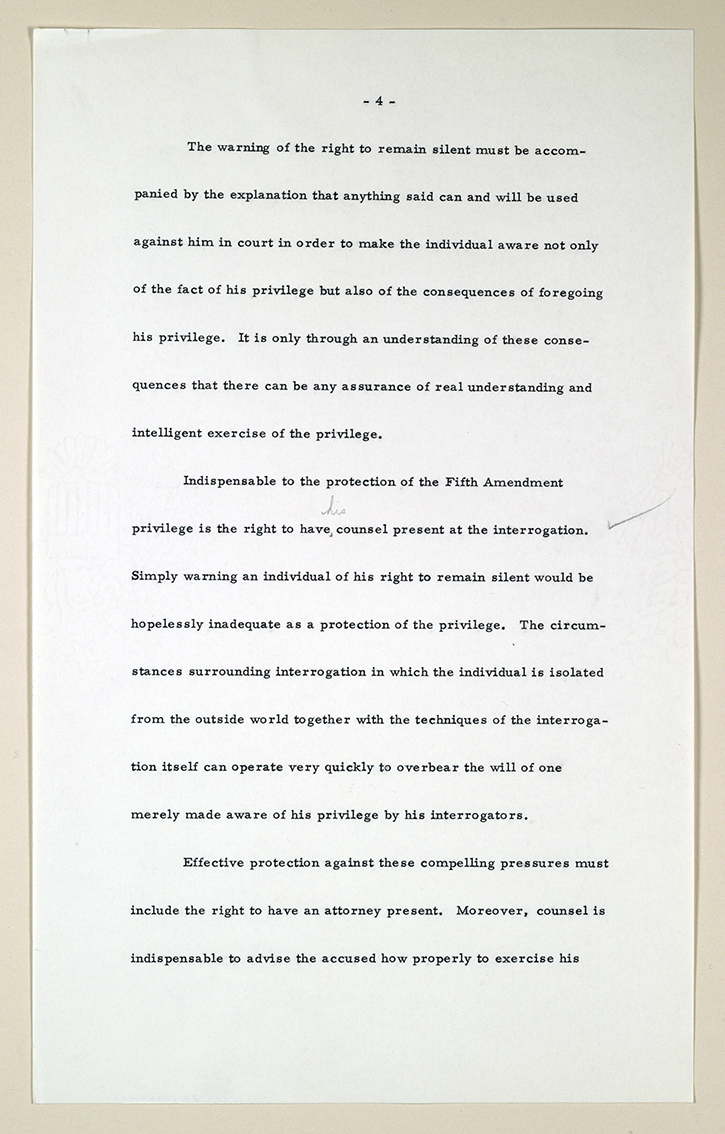
Page du manuscrit écrit par le juge en chef Earl Warren concernant l'affaire Miranda v. Arizona.

L'arrêt est publié le 13 juin 1966. À la suite de celui-ci, les services de police du pays commencent à distribuer à leurs agents des cartes dites droits Miranda à réciter qui indiquent :

« Vous avez le droit de garder le silence. Si vous renoncez à ce droit, tout ce que vous direz pourra être et sera utilisé contre vous devant une cour de justice. Vous avez le droit à un avocat et d’avoir un avocat présent lors de l’interrogatoire. Si vous n’en avez pas les moyens, un avocat vous sera fourni gratuitement. Durant chaque interrogatoire, vous pourrez décider à n’importe quel moment d’exercer ces droits, de ne répondre à aucune question ou de ne faire aucune déposition. Comprenez-vous ces droits tels que je vous les ai lus ? »

### Vie ultérieure
La Cour suprême a annulé la condamnation de Miranda, qui était entachée par l'utilisation des aveux obtenus lors d'un interrogatoire inapproprié. L'État d'Arizona le rejuge. Lors du second procès, ses aveux ne sont pas présentés comme preuves, mais il a est à nouveau condamné, le 1er mars 1967, sur la base du témoignage de sa concubine dont il est séparé. Il est condamné à une peine de 20 à 30 ans de prison.
Miranda est libéré sur parole en 1972. Après sa libération, il commence à vendre des cartes de droits Miranda autographiées pour 1,50 dollar. Il est arrêté pour possession d'une arme à feu mais les charges sont abandonnées. Cependant, comme cela violait sa liberté conditionnelle, il est renvoyé à la prison d'État de l'Arizona pour une année supplémentaire.
Le 31 janvier 1976, après sa libération pour violation de sa liberté conditionnelle, une bagarre éclate dans un bar du centre-ville de Phoenix au cours de laquelle Miranda est poignardé. Il est déclaré mort à son arrivée à l'hôpital Good Samaritan. Plusieurs cartes Miranda sont trouvées sur lui. Miranda est enterré dans le cimetière de la ville de Mesa, en Arizona.

## Postérité
Le film dramatique et biographique américain Miranda's Victim réalisé par Michelle Danner et sorti en 2023 est consacré à la vie de sa victime Patricia "Trish" Weir. Son personnage est joué par Sebastian Quinn.